# Recht van hypotheek
Het recht van hypotheek is een zekerheidsrecht op een registergoed, dat gekoppeld is aan een lening, althans een maximaal te lenen bedrag. De eigenaar van het goed kan dit hypotheekrecht vestigen op het goed ten behoeve van een rechtssubject (zoals een bank) die dat als voorwaarde stelt voor het verstrekken van de lening. In zo'n geval spreekt men van een hypothecaire lening. De hypothecaire lening wordt verstrekt en als borgstelling wordt het goed in onderpand gegeven.
Iemand die een recht van hypotheek heeft, mag zijn vordering met voorrang op het registergoed verhalen. Komt de lener zijn verplichtingen niet na, dan mag de hypotheekhouder het pand gedwongen verkopen - een uitspraak van een rechter is niet nodig. Als het pand eenmaal is verkocht dan mag de geldverstrekker zijn vordering met voorrang op de opbrengst van het pand verhalen nog voor alle andere crediteuren.
De geldgever is de hypotheeknemer (hij verkrijgt het eerste recht van verkoop) of hypotheekhouder. De  eigenaar van het onderpand (meestal de geldnemer) heet hypotheekgever.
Een hypotheek wordt bij een notaris vastgelegd in een hypotheekakte.

## Hypotheek in Nederland
Artikel 227 van Boek 3 van het Nederlandse Burgerlijk Wetboek bepaalt dat het recht van pand en het recht van hypotheek beperkte rechten zijn, die strekken om op de daaraan onderworpen goederen een vordering tot voldoening van een geldsom bij voorrang boven andere schuldeisers te verhalen. Is het recht op een registergoed gevestigd, dan is het een hypotheekrecht; is het recht op een ander goed gevestigd, dan is het een pandrecht.
Artikel 260 bepaalt dat hypotheek wordt gevestigd door een tussen partijen opgemaakte notariële akte waarbij de hypotheekgever aan de hypotheekhouder hypotheek op een registergoed verleent, gevolgd door haar inschrijving in de daartoe bestemde openbare registers. De akte moet een aanduiding bevatten van de vordering waarvoor de hypotheek tot zekerheid strekt, of van de feiten aan de hand waarvan die vordering zal kunnen worden bepaald. Tevens moet het bedrag worden vermeld waarvoor de hypotheek wordt verleend of, wanneer dit bedrag nog niet vaststaat, het maximumbedrag dat uit hoofde van de hypotheek op het goed kan worden verhaald.
Bij een onroerende zaak is het openbare register het kadaster, voor teboekgestelde schepen en teboekgestelde vliegtuigen zijn er ook openbare registers, het scheepsregister respectievelijk het luchtvaartuigenregister. Het effect van de inschrijving is, dat door iedereen nagegaan kan worden of de zaak bezwaard is met hypotheek.
Het overgrote deel van de hypotheken heeft betrekking op onroerende zaken of op rechten die van onroerende zaken zijn afgeleid: appartementsrechten, recht van erfpacht of opstalrecht.
De term "zakelijk recht" houdt in dat het recht niet persoonsgebonden is, maar verbonden aan het registergoed, ongeacht de eigenaar. Alleen de hypotheekhouder kan het register opdracht geven om dit zakelijk recht te royeren; 'door te halen', dat wil zeggen te schrappen als belastende inschrijving op de zaak. Over het algemeen gebeurt dit bij verkoop van de woning, nadat de openstaande schuld is voldaan, maar het kan ook nadat de hypothecaire lening is afgelost.
In het register wordt naast de hypotheekhouder ook de eigenaar van het goed vastgelegd.
Het gevolg van het geven van een hypotheek is dat de hypotheeknemer de mogelijkheid heeft om het onroerend goed in het openbaar te verkopen als de hypotheekgever zijn verplichtingen (het betalen van rente en vaak ook aflossing en eventueel boeten) niet nakomt. Dit wordt het recht van parate executie genoemd. Dit komt maar bij een klein deel van de verstrekte hypotheken voor. Betrouwbare cijfers zijn niet voorhanden, mede omdat een bank het vaak niet tot executie laat komen, maar de geldnemer een aanvullend krediet of uitstel van betaling gunt zodat het huis in de normale verkoop van de hand gedaan kan worden. Dit duurt langer, maar het huis levert zo meer geld op, zodat de schade voor de bank (en de restschuld van de geldnemer) kleiner is.

## Hypotheek in België
Hypotheek is een zakelijk recht op onroerende goederen, die verbonden zijn ter voldoening van een verbintenis, zegt de wet letterlijk. Belangrijk is te weten welke rang een hypotheek heeft; er kan namelijk meer dan één hypotheek op een goed rusten. Tussen de schuldeisers onderling heeft een hypotheek voorrang als hij op een vroegere datum in de registers van de hypotheekbewaarder ingeschreven is. Schuldeisers die op dezelfde dag zouden zijn ingeschreven, hebben samenlopende hypotheken, zonder onderscheid tussen de inschrijving van 's morgens en die van 's avonds, ook indien zodanig verschil door de bewaarder mocht zijn vermeld.
Er bestaan drie soorten hypotheek: de bedongen of conventionele hypotheek, de testamentaire hypotheek en de wettelijke hypotheek.

### Bedongen hypotheek
Een hypotheek kan bedongen zijn, dat wil zeggen opgenomen in een overeenkomst en vastgelegd in een authentieke akte of een in rechte erkende onderhandse akte. Meestal gebeurt dit tussen een schuldeiser die een waarborg wil en de schuldenaar die de waarborg verschaft. Deze waarborg kan ook door een derde worden verschaft (de zgn. derdehypotheekverstrekker).
Bedongen hypotheek komt heel frequent voor ten behoeve van kredietinstellingen (denk zo maar aan het hypothecair krediet).

### Wettelijke hypotheek
Er zijn ook wettelijke hypotheken, dat wil zeggen dat ze in de wet vastgelegd zijn. De belastingwetten stellen een hypotheek in ten bate van de schatkist; de belastingontvanger kan zonder instemming een hypotheek nemen op eigendommen van nalatige belastingschuldenaars.

#### Voorbeelden
Er is een wettelijke hypotheek gevestigd op o.a.:
- de goederen van de voogd, tot zekerheid van het bewind dat hij voert over de goederen van de minderjarige of onbekwaamverklaarde[6]
- de goederen van de belastingplichtige voor de betaling van directe belastingen, BTW douanen en accijnzen[7][8]
- op de goederen van de nalatenschap tot zekerheid van de betaling van successierechten[9][10]

### Testamentaire hypotheek
Ten slotte zijn er nog de testamentaire hypotheken. Die worden door een erflater vooraf gevestigd op een of meer onroerende goederen, bepaaldelijk aangewezen in het testament, tot waarborg van de door hem gemaakte legaten. Het is met andere woorden een bijkomende garantie dat zijn laatste wil nageleefd zal worden.
Deze vorm komt weinig voor.

### Gerechtelijke hypotheek
In de oorspronkelijke hypotheekwet kwam deze hypotheek ook voor. Deze had tot doel de uitvoering van vonnissen en arresten te verzekeren. Het kwam neer op het toekennen van een voorrecht voor de sommen die men krachtens een veroordelend vonnis verkreeg. De rechten van de crediteur waren hierdoor verzekerd en zette hem ertoe aan om zich niet te overhaasten bij de executie van het vonnis.
Deze vorm bestaat echter niet meer.

## Hypotheek in Duitsland
In Duitsland is de hypotheek een zakelijk recht dat slechts op onroerende goederen (preciezer de grond) kan worden gevestigd. Net als in Nederland is de hypotheek een afhankelijk (of accessoire) recht. Echter, in veruit de meeste gevallen wordt het opstellen van de hypotheekakte voorafgegaan door het afgeven van een hypotheek-cedul (Schuldbrief). Dit is een notariële waardepapier waarin wordt vastgelegd voor welk bedrag op een bepaald object een lening kan worden verkregen. Naast de hypotheek bestaat er een ander zekerheidsrecht dat op de grond kan worden gevestigd. Dat is de grondschuld (Grundschuld) deze is anders dan de hypotheek zelfstandig.